# Sularp
Sularp, även kallat Hardeberga stationsby, är en småort i Södra Sandby socken i Lunds kommun, belägen mellan Lund och Södra Sandby.
Genom orten går Hardebergaspåret och Sandbyvägen (länsväg M 941) utgör en gräns i norr. Sularpsbäcken löper strax i söder och naturreservatet Sularpskärret ligger öster om byn.
Byn ligger vid den upprivna Lund–Revinge Järnväg och i orten finns Hardebergas stationshus, invigt 1905. Efter att banan lagts ner har stationshuset gjorts om till bostadshus. I orten finns även Hardebergas busshållplats och lanthandeln Sularpsfarmen.